# 高原博
高原 博（たかはら ひろし、1907年〈明治40年〉10月 - 1987年〈昭和62年〉）は、日本の教育者、哲学者（カント美学・デューイ教育哲学）、歌人。勲等は勲三等。静岡女子大学名誉教授。
津市立高等女学校教諭、鹿児島県女子師範学校教諭、広島師範学校教授、静岡女子短期大学教授、静岡女子大学文学部教授、短歌個性主宰などを歴任した。

## 概要
広島県出身の哲学者である。倫理学を専攻するとともに、探求学習に関する研究も手掛けていた。高等女学校や師範学校の教員を経て、静岡女子短期大学、静岡女子大学で教鞭を執り、後進の育成に努めた。歌集をいくつも上梓するなど歌人としても知られており、多くの歌人を育成した。

## 来歴

### 生い立ち
1907年（明治40年）10月、広島県で生まれた。広島文理科大学に進学し、文理学部の哲学科にて学んだ。1935年（昭和10年）に広島文理科大学を卒業し、文学士の称号を取得した。

### 教育者として
大学卒業後は、津市立高等女学校に採用され、教諭として着任した。その後、鹿児島県女子師範学校に転じ、そちらでも教諭として後進の指導にあたった。太平洋戦争が終結すると、故郷である広島県に戻り、広島師範学校に採用されることになった。1947年（昭和22年）5月に教授として着任した。なお、広島師範学校に勤務している時点で既に正六位勲五等に叙されている。

### 哲学者として
静岡県に移り、静岡女子短期大学に採用され、1951年（昭和26年）に教授として着任した。なお、静岡県は継母や妻の出身地でもある。静岡女子短期大学では哲学や倫理学について講じていた。その後、静岡女子大学に転じ、教授に就任した。そちらでも哲学や倫理学について講じていた。1973年（昭和48年）に静岡女子大学を退職した。のちに静岡女子大学より名誉教授の称号を授与されている。また、これまでの功績により1980年（昭和55年）に勲三等瑞宝章を授与されている。
なお、のちに静岡女子大学は他の公立大学と統合されて静岡県立大学が発足しているが、それに伴って静岡女子大学の名誉教授は静岡県立大学の名誉教授として遇されるようになった。1987年（昭和62年）に死去した。

## 研究
専門は哲学であり、特にカント美学やデューイ教育哲学といった分野の研究に従事していた。また探求学習についての研究でも知られており、教育学者の高嶋健一らとともに藤枝市立西益津中学校を舞台に研究を展開していた。それに関する専門書も多数上梓している。

## 人物
歌壇
大学で教鞭を執っていたが、その傍らで歌人としても知られていた。並木秋人に師事し、アララギ派の歌人として活動した。「白紙」や「オレンヂ」に同人として参画していた。師である並木秋人は1952年（昭和27年）に『短歌個性』を創刊したが、それを高原が引き継ぐことになり、1972年（昭和47年）に高原が『短歌個性』を復刊させた。その後は「短歌個性」の主宰として、多くの門人を育てている。静岡県歌人協会では会長に就任するなど、静岡県の歌壇を牽引した。
日本文化と短歌
茶道、華道、柔道、剣道を例に挙げて日本文化は「道」の文化であると指摘し、短歌もまた「歌道として日本文化の中心を占めて発展してきた」とする。また、地中海文化と日本文化を比較してホメーロスの『オデュッセイア』が叙事詩であるのに対し日本の『万葉集』は抒情詩であると指摘し、日本では「一人ひとりの情緒を表現、伝達したのであり、寄物陳思、正述心緒など人間の心を傾けて詠むということ――言霊思想が生じた」としている。このような背景から『万葉集』に相聞や挽歌が多数収録されたのも当然と述べ、相聞と挽歌は一つであり日本の宗教性をも示すとして「日本文化の原点としての押えをここに置ける」としている。そのうえで「先人たちが示した歌に遊ぶ心を引継いで、われわれも豊かに歌に遊びたい」としている。
交友
1939年（昭和14年）に並木秋人の門人である北義人と初めて出会い、以降は親しく交流する。高原の没後、北が兵庫県尼崎市在住の旧「短歌個性」会員を糾合し、1988年（昭和63年）に『短歌個性阪神』を創刊している。

## 顕彰

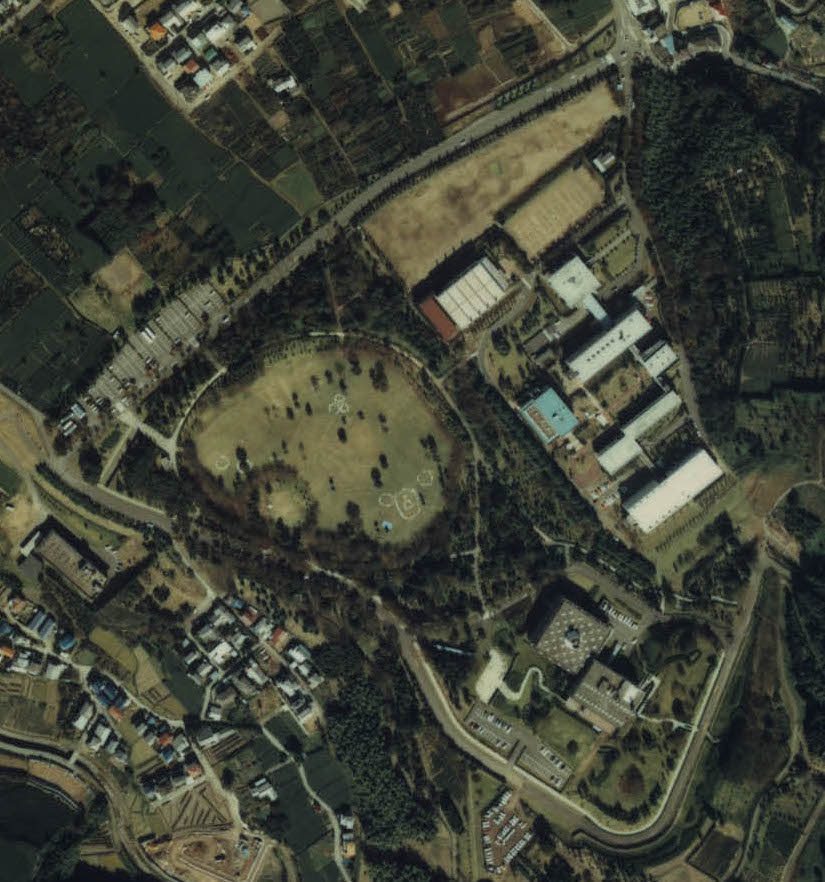
高原の歌碑が建立されていた静岡女子大学のキャンパスの航空写真（1983年撮影）。

静岡女子大学の発足に際して、高原は2首の記念歌を献じている。この短歌のうち1首を刻んだ歌碑が建立されることになり、国文学者の中川芳雄を発起人として1974年（昭和49年）4月に静岡女子大学管理棟の横に広がる庭園の池の畔に設置された。静岡女子大学の同窓会である「おおとり会」では、この短歌は静岡女子大学管理棟の前の大きな紅萩を詠んだとの説を紹介しており、「富士を見晴るかす草薙の丘の上に開学した大学、希望をもって学び始める女子学生たちへのエールと学問成果充実への強い願望が込められている」と解説している。民俗学者の高木桂蔵も、この短歌は静岡女子大学の校地に咲いていた萩を詠んだものであると指摘している。
その後、静岡女子大学は他の公立大学と統合されて静岡県立大学が設置されることになり、静岡女子大学の校地には静岡県立大学の谷田キャンパスが設置されることになった。新たな学舎の工事等によりこの歌碑はキャンパス内を何度か移転したのち、管理棟の横に据えられた。のちに谷田キャンパスは草薙キャンパスとなり、管理棟もはばたき棟となったが、この歌碑は『滴々の歌碑』として静岡県立大学草薙キャンパスのはばたき棟の横に安置されている。
なお、1977年（昭和52年）に高原が上梓した歌集『染浄――歌集』にて、この短歌は「花滴々――静岡女子大学開学に寄す」と題されて収録されている。一方、石碑については『滴々の歌碑』と題されている。碑背には献詠歌が3首刻まれており、上條彰次、高嶋健一、秦鴻四の短歌が記されている。

## 略歴
- 1907年 - 広島県にて誕生[2]。
- 1935年 - 広島文理科大学文理学部卒業[1]。
- 1947年 - 広島師範学校教授[1]。
- 1951年 - 静岡女子短期大学教授[2]。
- 1972年 - 短歌個性主宰[12]。
- 1973年 - 静岡女子大学退職[2]。
- 1987年 - 死去[2]。

## 栄典
- 1980年 - 勲三等瑞宝章[2]。

## 著作

### 単著
- 高原博著『染浄――歌集』短歌新聞社、1977年。
- 高原博著『短歌個性高原博追悼号』短歌個性発行所、1988年。
- 高原博著、高原博遺稿集刊行委員会編『歌論抄』短歌新聞社、1989年。NCID BA53282695
- 高原博著、高原博遺稿集刊行委員会編『染浄以後――歌集』短歌新聞社、1989年。NCID BA53283643

### 共著
- 高原博・藤枝市立西益津中学校共著『探究学習の構造と実践』黎明書房、1964年。全国書誌番号:64012305
- 高原博・藤枝市立西益津中学校著『探究学習――主体的思考の発展』明治図書、1966年。全国書誌番号:66007924
- 三渡幸雄ほか共著『哲学――その歴史と問題』協同出版、1967年。NCID BN09474746
- 高原博・高嶋健一著『探究学習と創造性の開発』明治図書、1969年。全国書誌番号:71015954
- 高原博・高嶋健一・西益津中学校研究同人著『探究学習の発展』明治図書、1970年。全国書誌番号:71013714
- 高原博・高嶋健一著『探究学習における〈発問と応答〉』明治図書、1974年。全国書誌番号:71015883
- 高原博ほか共著『哲学――その歴史と問題』協同出版、1977年。

### 註釈
1. ↑  広島文理科大学は、広島高等学校、広島工業専門学校、広島高等師範学校、広島女子高等師範学校、広島師範学校、広島青年師範学校、広島市立工業専門学校と統合され、1949年に広島大学が設置された[5]。
2. ↑  文学士の称号は、1991年7月以降の学士（文学）の学位に相当する。
3. ↑  津市立高等女学校は、津市立励精商業学校と統合され、1948年に津市高等学校が設置された[6]。
4. ↑  鹿児島県女子師範学校は、鹿児島県師範学校と統合され、1943年に鹿児島師範学校が設置された。
5. ↑  広島師範学校は、広島文理科大学、広島高等学校、広島工業専門学校、広島高等師範学校、広島女子高等師範学校、広島青年師範学校、広島市立工業専門学校と統合され、1949年に広島大学が設置された[5]。
6. ↑  静岡女子短期大学は、静岡薬科大学、静岡女子大学と統合され、1987年に静岡県立大学が設置された。
7. ↑  静岡女子大学は、静岡薬科大学、静岡女子短期大学と統合され、1987年に静岡県立大学が設置された。

## 関連人物
- イマヌエル・カント
- 高木桂蔵
- 高嶋健一
- ジョン・デューイ
- 中川芳雄
- 前川佐美雄